# Heathens
"Heathens" is een nummer van de Amerikaanse muziekduo Twenty One Pilots, uitgebracht voor de soundtrack van de film Suicide Squad op 16 juni 2016 door Atlantic Records en Warner Bros. Records. Het nummer is geschreven door Tyler Joseph en geproduceerd door Joseph en Mike Elizondo.

## Achtergrondinformatie
Op 15 juni 2016 tweette Twenty One Pilots een bericht in het Morse met daarin een stukje songtekst van het nummer "Heathens". Op diezelfde dag werd het nummer gelekt op internet. Een dag later werd er bekendgemaakt dat het nummer werd uitgebracht voor de soundtrack van de film Suicide Squad. De soundtrack verscheen op 5 augustus 2016.

## Videoclip
De bijhorende videoclip verscheen op 21 juni 2016 en is geregisseerd door Andrew Donoho. Het nummer heeft een MTV Video Music Award gewonnen in de categorie Best Rock Video.

## Hitnoteringen

### Nederlandse Top 40
| Hitnotering: 10-09-2016 t/m | Hitnotering: 10-09-2016 t/m | Hitnotering: 10-09-2016 t/m | Hitnotering: 10-09-2016 t/m | Hitnotering: 10-09-2016 t/m | Hitnotering: 10-09-2016 t/m | Hitnotering: 10-09-2016 t/m | Hitnotering: 10-09-2016 t/m | Hitnotering: 10-09-2016 t/m | Hitnotering: 10-09-2016 t/m | Hitnotering: 10-09-2016 t/m | Hitnotering: 10-09-2016 t/m | Hitnotering: 10-09-2016 t/m | Hitnotering: 10-09-2016 t/m | Hitnotering: 10-09-2016 t/m | Hitnotering: 10-09-2016 t/m | Hitnotering: 10-09-2016 t/m | Hitnotering: 10-09-2016 t/m | Hitnotering: 10-09-2016 t/m | Hitnotering: 10-09-2016 t/m | Hitnotering: 10-09-2016 t/m |
| Week:                       | 1                           | 2                           | 3                           | 4                           | 5                           | 6                           | 7                           | 8                           | 9                           | 10                          | 11                          | 12                          | 13                          | 14                          | 15                          | 16                          | 17                          | 18                          | 19                          | 20                          |
| --------------------------- | --------------------------- | --------------------------- | --------------------------- | --------------------------- | --------------------------- | --------------------------- | --------------------------- | --------------------------- | --------------------------- | --------------------------- | --------------------------- | --------------------------- | --------------------------- | --------------------------- | --------------------------- | --------------------------- | --------------------------- | --------------------------- | --------------------------- | --------------------------- |
| Positie:                    | 24                          | 14                          | 11                          | 10                          | 14                          | 19                          | 20                          | 18                          | 20                          | 21                          | 24                          | 29                          | 31                          | 35                          | 38                          | 40                          |                             |                             |                             |                             |

### NederlandseSingle Top 100
| Hitnotering: 20-06-2016 t/m | Hitnotering: 20-06-2016 t/m | Hitnotering: 20-06-2016 t/m | Hitnotering: 20-06-2016 t/m | Hitnotering: 20-06-2016 t/m | Hitnotering: 20-06-2016 t/m | Hitnotering: 20-06-2016 t/m | Hitnotering: 20-06-2016 t/m | Hitnotering: 20-06-2016 t/m | Hitnotering: 20-06-2016 t/m | Hitnotering: 20-06-2016 t/m | Hitnotering: 20-06-2016 t/m | Hitnotering: 20-06-2016 t/m | Hitnotering: 20-06-2016 t/m | Hitnotering: 20-06-2016 t/m | Hitnotering: 20-06-2016 t/m | Hitnotering: 20-06-2016 t/m | Hitnotering: 20-06-2016 t/m | Hitnotering: 20-06-2016 t/m | Hitnotering: 20-06-2016 t/m | Hitnotering: 20-06-2016 t/m |
| Week:                       | 1                           | 2                           | 3                           | 4                           | 5                           | 6                           | 7                           | 8                           | 9                           | 10                          | 11                          | 12                          | 13                          | 14                          | 15                          | 16                          | 17                          | 18                          | 19                          | 20                          |
| --------------------------- | --------------------------- | --------------------------- | --------------------------- | --------------------------- | --------------------------- | --------------------------- | --------------------------- | --------------------------- | --------------------------- | --------------------------- | --------------------------- | --------------------------- | --------------------------- | --------------------------- | --------------------------- | --------------------------- | --------------------------- | --------------------------- | --------------------------- | --------------------------- |
| Positie:                    | 80                          | 71                          | 88                          | 87                          | 88                          | 69                          | 54                          | 33                          | 35                          | 34                          | 25                          | 17                          | 12                          | 13                          | 15                          | 17                          | 17                          | 20                          | 24                          | 34                          |
| Week:                       | 21                          | 22                          | 23                          | 24                          | 25                          | 26                          | 27                          | 28                          | 29                          | 30                          | 31                          | 32                          | 33                          | 34                          | 35                          | 36                          | 37                          | 38                          | 39                          | 40                          |
| Positie:                    | 39                          | 44                          | 46                          | 42                          | 45                          | 62                          | 67                          |                             |                             |                             |                             |                             |                             |                             |                             |                             |                             |                             |                             |                             |

### NederlandseMega Top 50
| Hitnotering: 16-07-2016 t/m | Hitnotering: 16-07-2016 t/m | Hitnotering: 16-07-2016 t/m | Hitnotering: 16-07-2016 t/m | Hitnotering: 16-07-2016 t/m | Hitnotering: 16-07-2016 t/m | Hitnotering: 16-07-2016 t/m | Hitnotering: 16-07-2016 t/m | Hitnotering: 16-07-2016 t/m | Hitnotering: 16-07-2016 t/m | Hitnotering: 16-07-2016 t/m | Hitnotering: 16-07-2016 t/m | Hitnotering: 16-07-2016 t/m | Hitnotering: 16-07-2016 t/m | Hitnotering: 16-07-2016 t/m | Hitnotering: 16-07-2016 t/m | Hitnotering: 16-07-2016 t/m | Hitnotering: 16-07-2016 t/m | Hitnotering: 16-07-2016 t/m | Hitnotering: 16-07-2016 t/m | Hitnotering: 16-07-2016 t/m |
| Week:                       | 1                           | 2                           | 3                           | 4                           | 5                           | 6                           | 7                           | 8                           | 9                           | 10                          | 11                          | 12                          | 13                          | 14                          | 15                          | 16                          | 17                          | 18                          | 19                          | 20                          |
| --------------------------- | --------------------------- | --------------------------- | --------------------------- | --------------------------- | --------------------------- | --------------------------- | --------------------------- | --------------------------- | --------------------------- | --------------------------- | --------------------------- | --------------------------- | --------------------------- | --------------------------- | --------------------------- | --------------------------- | --------------------------- | --------------------------- | --------------------------- | --------------------------- |
| Positie:                    | 38                          | 46                          | 39                          | 45                          | 42                          | 39                          | 37                          | 24                          | 14                          | 13                          | 12                          | 10                          | 10                          | 12                          | 11                          | 15                          | 21                          | 24                          | 23                          | 26                          |
| Week:                       | 21                          | 22                          | 23                          | 24                          | 25                          | 26                          | 27                          | 28                          | 29                          | 30                          | 31                          | 32                          | 33                          | 34                          | 35                          | 36                          | 37                          | 38                          | 39                          | 40                          |
| Positie:                    | 26                          | 26                          | 22                          |                             |                             |                             |                             |                             |                             |                             |                             |                             |                             |                             |                             |                             |                             |                             |                             |                             |

### NPO Radio 2 Top 2000
| Nummer met noteringen in de NPO Radio 2 Top 2000 | '16  | '17  | '18  | '19  | '20  | '21  | '22  |
| ------------------------------------------------ | ---- | ---- | ---- | ---- | ---- | ---- | ---- |
| Heathens                                         | 1452 | 1427 | 1431 | 1530 | 1656 | 1710 | 1574 |

1. ↑  Een vetgedrukt getal geeft de hoogste notering aan.
2. ↑  2016 was het eerste jaar met een notering voor dit nummer.
3. ↑  Deze tabel is bijgewerkt tot en met de laatste editie (2024).

## Releasedata
| Land             | Releasedatum | Formaat        | Label                  |
| ---------------- | ------------ | -------------- | ---------------------- |
| Wereldwijd       | 16 juni 2016 | Muziekdownload | Atlantic, Warner Bros. |
| Verenigde Staten | 20 juni 2016 | Radio          | Atlantic, Warner Bros. |